# Меса, Эрик (футболист)
Эрик Эсекиэль Меса (исп. Eric Exequiel Meza; род. 8 апреля 1999, Санта-Фе) — аргентинский футболист, защитник клуба «Эстудиантес».

## Клубная карьера
Меса — воспитанник клубов «Унион Санта-Фе» и «Колон». 28 ноября 2020 года в матче против «Индепендьенте» он дебютировал в аргентинской Примере в составе последнего. 14 августа 2021 года в поединке против «Химнасия Ла-Плата» Эрик забил свой первый гол за «Колон». 13 апреля 2022 года в матче Кубка Либертадорес против парагвайского «Серро Портеньо» он забил гол. 
В начале 2024 года Меса перешёл в «Эстудиантес» на правах аренды. 